# Тангар чорнощокий
Танга́р чорнощокий (Schistochlamys melanopis) — вид горобцеподібних птахів родини саякових (Thraupidae). Мешкає в Південній Америці.

## Опис
Довжина птаха становить 18 см. Забарвлення переважно сизувато-сіре. Обличчя, горло і шия чорні. Виду не притаманний статевий диморфізм. Молоді птахи мають переважно оливково-зелене забарвлення.

## Підвиди
Виділяють п'ять підвидів:

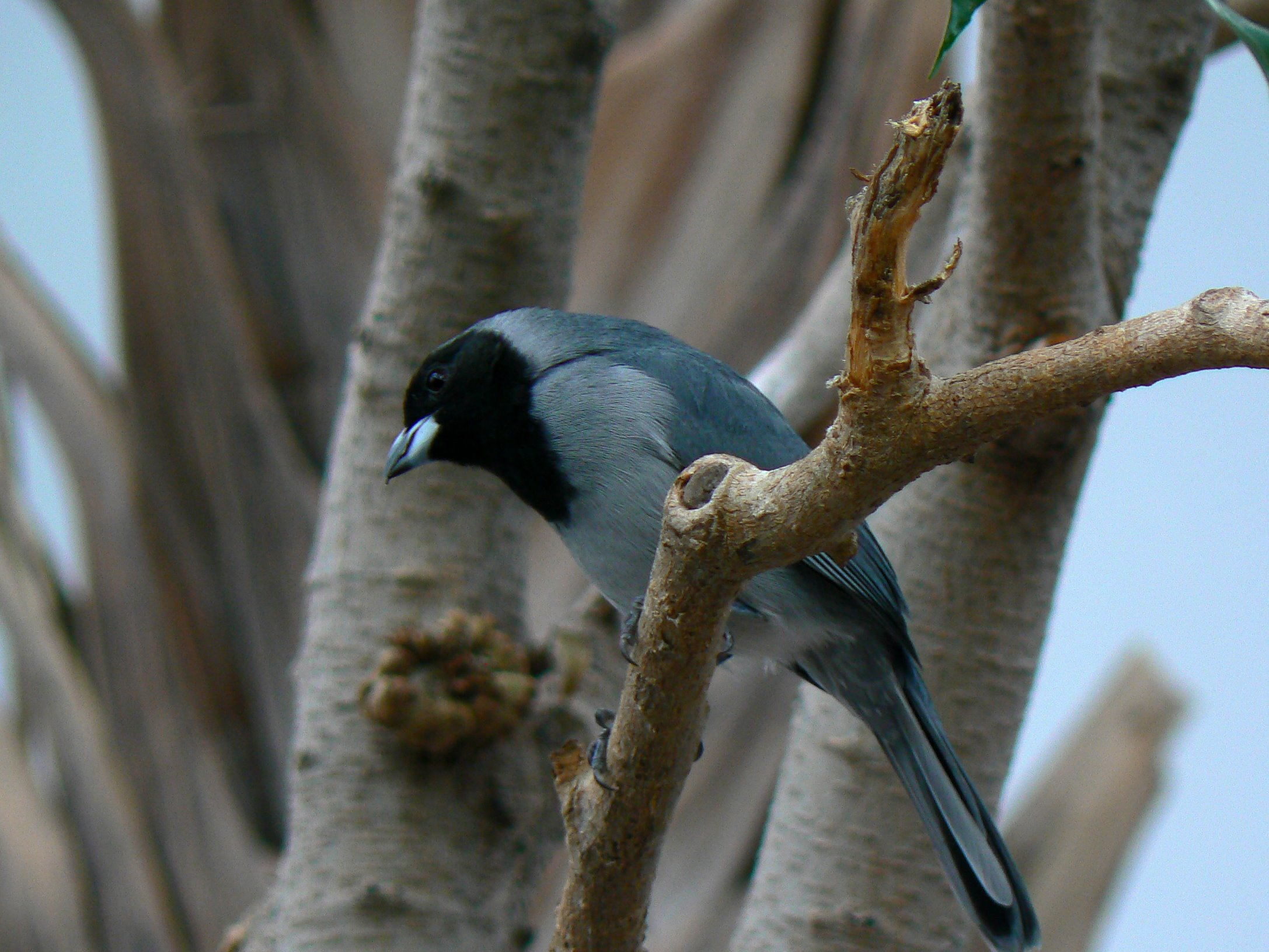
Чорнощокий тангар

- S. m. aterrima Todd, 1912 — центральна Колумбія, Венесуела, західна Гаяна і північна Бразилія;
- S. m. melanopis (Latham, 1790) — східна Гаяна, Суринам, Французька Гвіана і північно-східна Бразилія;
- S. m. grisea Cory, 1916 — південь Еквадору і схід Перу;
- S. m. olivina (Sclater, PL, 1865) — від південно-східного Перу і північної Болівії до півдня центральної Бразилії;
- S. m. amazonica Zimmer, JT, 1947 — східна і південно-східна Бразилія.

## Поширення і екологія
Чорнощокі тангари мешкають в Колумбії, Венесуелі, Гаяні, Французькій Гвіані, Суринамі, Еквадорі, Перу, Бразилії і Болівії, трапляються в Парагваї. Вони живуть в саванах, сухих і вологих чагарникових заростях та на полях. Зустрічаються поодинці або парами, на висоті до 1700 м над рівнем моря. Не приєднуються до змішаних зграй птахів. Живляться плодами, листям, бруньками і нектаром. Гніздо чашоподібне, розміщується в траві. В кладці 2-3 яйця, інкубаційний період триває 13 днів.